# Country Club (Kalifornija)
Country Club je naseljeno područje za statističke svrhe u američkoj saveznoj državi Kalifornija. Prema popisu stanovništva iz 2010. u njemu je živjelo 9,379 stanovnika.